# Кертіс (Небраска)
Кертіс (англ. Curtis) — місто (англ. city) в США, в окрузі Фронтьєр штату Небраска. Населення — 806 осіб (2020).

## Географія
Кертіс розташований за координатами 40°38′1″ пн. ш. 100°30′41″ зх. д. / 40.63361° пн. ш. 100.51139° зх. д. (40.633562, -100.511262).  За даними Бюро перепису населення США в 2010 році місто мало площу 3,11 км², уся площа — суходіл.

## Демографія
Згідно з переписом 2010 року, у місті мешкало 939 осіб у 365 домогосподарствах у складі 193 родин. Густота населення становила 302 особи/км².  Було 426 помешкань (137/км²).
Расовий склад населення:
| - 97,7 % — білих - 0,6 % — корінних американців - 0,2 % — азіатів |

До двох чи більше рас належало 1,0 %. Частка іспаномовних становила 1,1 % від усіх жителів.
За віковим діапазоном населення розподілялося таким чином: 22,3 % — особи молодші 18 років, 63,3 % — особи у віці 18—64 років, 14,4 % — особи у віці 65 років та старші. Медіана віку мешканця становила 27,6 року. На 100 осіб жіночої статі у місті припадало 97,7 чоловіків;  на 100 жінок у віці від 18 років та старших — 90,6 чоловіків також старших 18 років.
Середній дохід на одне домашнє господарство  становив 63 647 доларів США (медіана — 44 318), а середній дохід на одну сім'ю — 84 191 долар (медіана — 70 625). Медіана доходів становила 41 528 доларів для чоловіків та 27 083 долари для жінок. За межею бідності перебувало 10,0 % осіб, у тому числі 9,9 % дітей у віці до 18 років та 11,5 % осіб у віці 65 років та старших.
Цивільне працевлаштоване населення становило 479 осіб. Основні галузі зайнятості: освіта, охорона здоров'я та соціальна допомога — 31,1 %, роздрібна торгівля — 15,2 %, сільське господарство, лісництво, риболовля — 12,5 %.